# Številski seznam norveških občin
Seznam norveških občin, razvrščen po ISO 3166-2:NO občinskih številih.

#### 01Østfold
0101 Halden

0104 Moss

0105 Sarpsborg

0106 Fredrikstad

0111 Hvaler

0118 Aremark

0119 Marker

0121 Rømskog

0122 Trøgstad

0123 Spydeberg

0124 Askim

0125 Eidsberg

0127 Skiptvet

0128 Rakkestad

0135 Råde

0136 Rygge

0137 Våler

0138 Hobøl

#### 02Akershus
0211 Vestby

0213 Ski

0214 Ås

0215 Frogn

0216 Nesodden

0217 Oppegård

0219 Bærum

0220 Asker

0221 Aurskog-Høland

0226 Sørum

0227 Fet

0228 Rælingen

0229 Enebakk

0230 Lørenskog

0231 Skedsmo

0233 Nittedal

0234 Gjerdrum

0235 Ullensaker

0236 Nes

0237 Eidsvoll

0238 Nannestad

0239 Hurdal

#### 03Oslo
0301 Oslo

#### 04Hedmark
0402 Kongsvinger

0403 Hamar

0412 Ringsaker

0415 Løten

0417 Stange

0418 Nord-Odal

0419 Sør-Odal

0420 Eidskog

0423 Grue

0425 Åsnes

0426 Våler

0427 Elverum

0428 Trysil

0429 Åmot

0430 Stor-Elvdal

0432 Rendalen

0434 Engerdal

0436 Tolga

0437 Tynset

0438 Alvdal

0439 Folldal

0441 Os

#### 05Oppland
0501 Lillehammer

0502 Gjøvik

0511 Dovre

0512 Lesja

0513 Skjåk

0514 Lom

0515 Vågå

0516 Nord-Fron

0517 Sel

0519 Sør-Fron

0520 Ringebu

0521 Øyer

0522 Gausdal

0528 Østre Toten

0529 Vestre Toten

0532 Jevnaker

0533 Lunner

0534 Gran

0536 Søndre Land

0538 Nordre Land

0540 Sør-Aurdal

0541 Etnedal

0542 Nord-Aurdal

0543 Vestre Slidre

0544 Øystre Slidre

0545 Vang

#### 06Buskerud
0602 Drammen

0604 Kongsberg

0605 Ringerike

0612 Hole

0615 Flå

0616 Nes

0617 Gol

0618 Hemsedal

0619 Ål

0620 Hol

0621 Sigdal

0622 Krødsherad

0623 Modum

0624 Øvre Eiker

0625 Nedre Eiker

0626 Lier

0627 Røyken

0628 Hurum

0631 Flesberg

0632 Rollag

0633 Nore og Uvdal

#### 07Vestfold
0701 Horten

0702 Holmestrand

0704 Tønsberg

0706 Sandefjord

0709 Larvik

0711 Svelvik

0713 Sande

0714 Hof

0716 Re

0719 Andebu

0720 Stokke

0722 Nøtterøy

0723 Tjøme

0728 Lardal

#### 08Telemark
0805 Porsgrunn

0806 Skien

0807 Notodden

0811 Siljan

0814 Bamble

0815 Kragerø

0817 Drangedal

0819 Nome

0821 Bø

0822 Sauherad

0826 Tinn

0827 Hjartdal

0828 Seljord

0829 Kviteseid

0830 Nissedal

0831 Fyresdal

0833 Tokke

0834 Vinje

#### 09Aust-Agder
0901 Risør

0904 Grimstad

0906 Arendal

0911 Gjerstad

0912 Vegårshei

0914 Tvedestrand

0919 Froland

0926 Lillesand

0928 Birkenes

0929 Åmli

0935 Iveland

0937 Evje og Hornnes

0938 Bygland

0940 Valle

0941 Bykle

#### 10Vest-Agder
1001 Kristiansand

1002 Mandal

1003 Farsund

1004 Flekkefjord

1014 Vennesla

1017 Songdalen

1018 Søgne

1021 Marnardal

1026 Åseral

1027 Audnedal

1029 Lindesnes

1032 Lyngdal

1034 Hægebostad

1037 Kvinesdal

1046 Sirdal

#### 11Rogaland
1101 Eigersund

1102 Sandnes

1103 Stavanger

1106 Haugesund

1111 Sokndal

1112 Lund

1114 Bjerkreim

1119 Hå

1120 Klepp

1121 Time

1122 Gjesdal

1124 Sola

1127 Randaberg

1129 Forsand

1130 Strand

1133 Hjelmeland

1134 Suldal

1135 Sauda

1141 Finnøy

1142 Rennesøy

1144 Kvitsøy

1145 Bokn

1146 Tysvær

1149 Karmøy

1151 Utsira

1160 Vindafjord

#### 12Hordaland
1201 Bergen

1211 Etne

1216 Sveio

1219 Bømlo

1221 Stord

1222 Fitjar

1223 Tysnes

1224 Kvinnherad

1227 Jondal

1228 Odda

1231 Ullensvang

1232 Eidfjord

1233 Ulvik

1234 Granvin

1235 Voss

1238 Kvam

1241 Fusa

1242 Samnanger

1243 Os

1244 Austevoll

1245 Sund

1246 Fjell

1247 Askøy

1251 Vaksdal

1252 Modalen

1253 Osterøy

1256 Meland

1259 Øygarden

1260 Radøy

1263 Lindås

1264 Austrheim

1265 Fedje

1266 Masfjorden

#### 14Sogn og Fjordane
1401 Flora

1411 Gulen

1412 Solund

1413 Hyllestad

1416 Høyanger

1417 Vik

1418 Balestrand

1419 Leikanger

1420 Sogndal

1421 Aurland

1422 Lærdal

1424 Årdal

1426 Luster

1428 Askvoll

1429 Fjaler

1430 Gaular

1431 Jølster

1432 Førde

1433 Naustdal

1438 Bremanger

1439 Vågsøy

1441 Selje

1443 Eid

1444 Hornindal

1445 Gloppen

1449 Stryn

#### 15Møre og Romsdal
1502 Molde

1503 Kristiansund

1504 Ålesund

1511 Vanylven

1514 Sande

1515 Herøy

1516 Ulstein

1517 Hareid

1519 Volda

1520 Ørsta

1523 Ørskog

1524 Norddal

1525 Stranda

1526 Stordal

1528 Sykkylven

1529 Skodje

1531 Sula

1532 Giske

1534 Haram

1535 Vestnes

1539 Rauma

1543 Nesset

1545 Midsund

1546 Sandøy

1547 Aukra

1548 Fræna

1551 Eide

1554 Averøy

1556 Frei

1557 Gjemnes

1560 Tingvoll

1563 Sunndal

1566 Surnadal

1567 Rindal

1571 Halsa

1573 Smøla

1576 Aure

#### 16Sør-Trøndelag
1601 Trondheim

1612 Hemne

1613 Snillfjord

1617 Hitra

1620 Frøya

1621 Ørland

1622 Agdenes

1624 Rissa

1627 Bjugn

1630 Åfjord

1632 Roan

1633 Osen

1634 Oppdal

1635 Rennebu

1636 Meldal

1638 Orkdal

1640 Røros

1644 Holtålen

1648 Midtre Gauldal

1653 Melhus

1657 Skaun

1662 Klæbu

1663 Malvik

1664 Selbu

1665 Tydal

#### 17Nord-Trøndelag
1702 Steinkjer

1703 Namsos

1711 Meråker

1714 Stjørdal

1717 Frosta

1718 Leksvik

1719 Levanger

1721 Verdal

1723 Mosvik

1724 Verran

1725 Namdalseid

1729 Inderøy

1736 Snåsa

1738 Lierne

1739 Røyrvik

1740 Namsskogan

1742 Grong

1743 Høylandet

1744 Overhalla

1748 Fosnes

1749 Flatanger

1750 Vikna

1751 Nærøy

1755 Leka

#### 18Nordland
1804 Bodø

1805 Narvik

1811 Bindal

1812 Sømna

1813 Brønnøy

1815 Vega

1816 Vevelstad

1818 Herøy

1820 Alstahaug

1822 Leirfjord

1824 Vefsn

1825 Grane

1826 Hattfjelldal

1827 Dønna

1828 Nesna

1832 Hemnes

1833 Rana

1834 Lurøy

1835 Træna

1836 Rødøy

1837 Meløy

1838 Gildeskål

1839 Beiarn

1840 Saltdal

1841 Fauske

1845 Sørfold

1848 Steigen

1849 Hamarøy

1850 Tysfjord

1851 Lødingen

1852 Tjeldsund

1853 Evenes

1854 Ballangen

1856 Røst

1857 Værøy

1859 Flakstad

1860 Vestvågøy

1865 Vågan

1866 Hadsel

1867 Bø

1868 Øksnes

1870 Sortland

1871 Andøy

1874 Moskenes

#### 19Troms
1901 Harstad

1902 Tromsø

1911 Kvæfjord

1913 Skånland

1915 Bjarkøy

1917 Ibestad

1919 Gratangen

1920 Lavangen

1922 Bardu

1923 Salangen

1924 Målselv

1925 Sørreisa

1926 Dyrøy

1927 Tranøy

1928 Torsken

1929 Berg

1931 Lenvik

1933 Balsfjord

1936 Karlsøy

1938 Lyngen

1939 Storfjord

1940 Kåfjord

1941 Skjervøy

1942 Nordreisa

1943 Kvænangen

#### 20Finnmark
2002 Vardø

2003 Vadsø

2004 Hammerfest

2011 Kautokeino

2012 Alta

2014 Loppa

2015 Hasvik

2017 Kvalsund

2018 Måsøy

2019 Nordkapp

2020 Porsanger

2021 Karasjok

2022 Lebesby

2023 Gamvik

2024 Berlevåg

2025 Tana

2027 Nesseby

2028 Båtsfjord

2030 Sør-Varanger